# Cavasteron index
Cavasteron index är en spindelart som beskrevs av Baehr och Rudy Jocqué 2000. Cavasteron index ingår i släktet Cavasteron och familjen Zodariidae.
Artens utbredningsområde är Northern Territory, Australien. Inga underarter finns listade i Catalogue of Life.